# ۹۱۴ (خورشیدی)
۹۱۴ نهصد و چهاردهمین سال هجری خورشیدی است.